# サマーン・ウィニャケート
サマーン・ウィニャケート（Samane Vinyaketh, 1927年3月3日 - 2016年7月22日）は、ラオスの軍人、政治家。初代国民議会議長。ラオス人民革命党政治局員を務めた。最終階級は中将。

## 経歴
1927年、アッタプー県に生まれる。反仏抵抗運動に参加し、インドシナ共産党に入党。
1953年に始まるラオス内戦においては、左派勢力パテート・ラーオ軍の指揮官として活躍。1955年3月22日、インドシナ共産党ラオス地方委員会が改組されてラオス人民党が成立すると、サマーンは創設メンバーとして参加した。1964年4月、ラオス人民党を中核とする統一戦線組織「ネーオ・ラーオ・ハクサート」（ラオス愛国戦線）の第2回全国大会が開催され、サマーンは中央委員に選出される。内戦末期の1972年2月、第2回党大会が開催され、ラオス人民党がラオス人民革命党に改組されると、サマーンは党中央委員に選出された。
1975年12月、内戦で左派が勝利してラオス人民民主共和国が建国されると、国防副大臣に就任。また、軍総政治部主任を兼任した。
1982年4月、第3回党大会で中央委員、書記局員に選出され、序列第10位となる。その後は、党組織委員会委員長を務める。
1986年11月、第4回党大会においては政治局員と書記局員に選出されたが、序列第11位となる。この大会で「チンタナカーン・マイ（新思考）」に基づく改革路線が採用されたが、サマーンは改革には消極的だったと見られている。1987年には、ブカレストで開かれた党組織工作会議に、ラオス代表団団長として出席した。1988年の政府機関統廃合に伴う内閣改造で、教育・スポーツ大臣に就任。1989年12月の報道によれば、「カイソーン書記長に次ぐ実力者」と見られていた。1990年10月、ベトナムのレ・ドゥク・ト元政治局員の葬儀にラオス人民革命党代表として出席。
1991年3月、第5回党大会で政治局員に再選出され、序列第6位に昇格した。1992年12月20日、共和国憲法制定後、初の国民議会議員選挙にカムムアン県から立候補して当選。翌1993年2月22日、第3期第1回国民議会が招集され、サマーンは同議長に選出された。
1996年3月、第6回党大会で政治局員に再選出され、序列第2位となった。1997年12月21日、国民議会議員選挙に立候補して当選。1998年2月23日、第4期国民議会で議長に再選出された。
2001年3月、第7回党大会で政治局員に再選出。さらに2006年3月、第8回党大会で政治局員に再選出。同年6月8日、国民議会議長を退任し、党の政治思想・理論・文化業務担当となった。
2011年3月、第9回党大会で中央委員に選出されず、引退した。
2016年7月22日、89歳で死去。